# Susanne Leutenegger Oberholzer

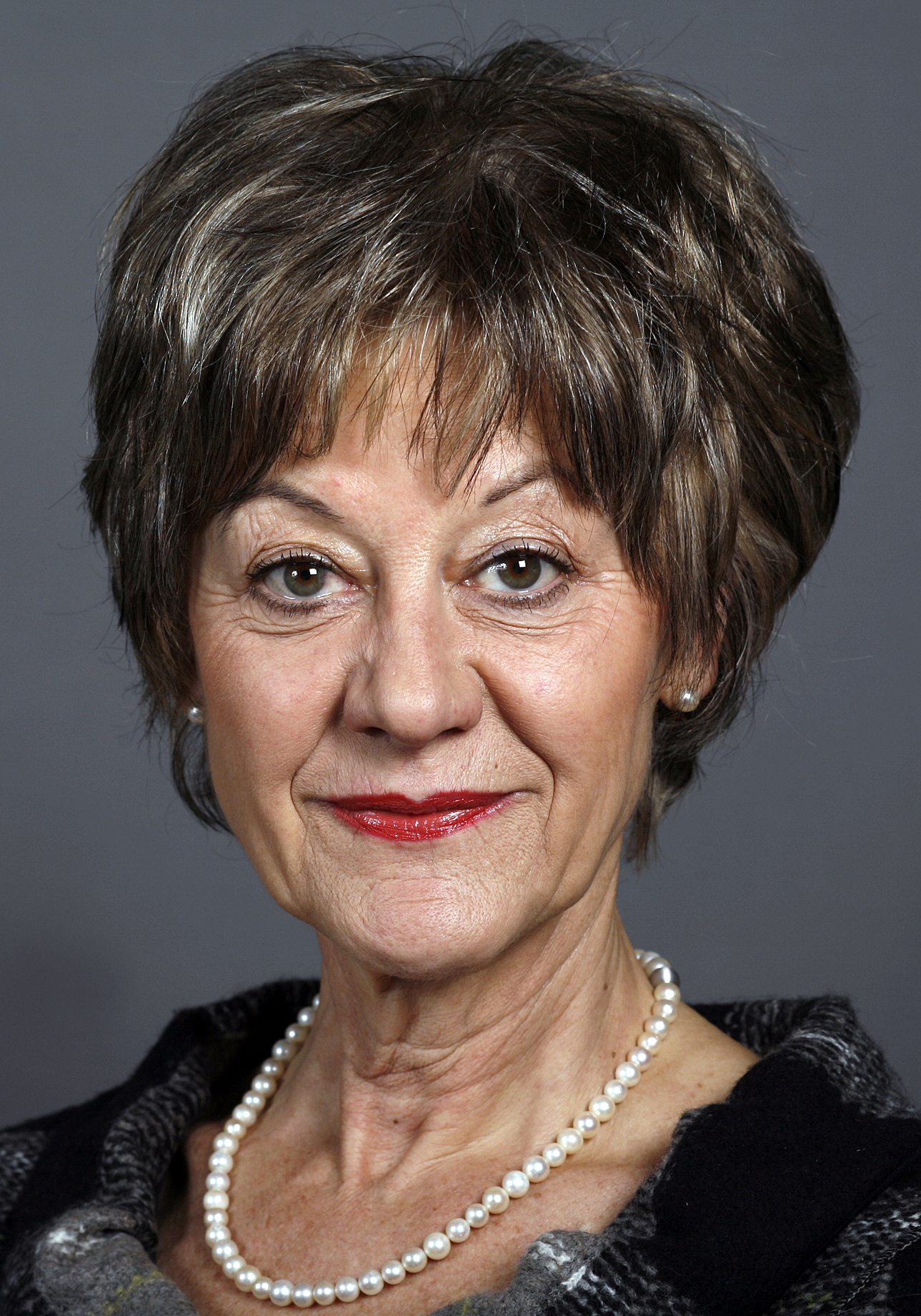
Susanne Leutenegger Oberholzer (2007)

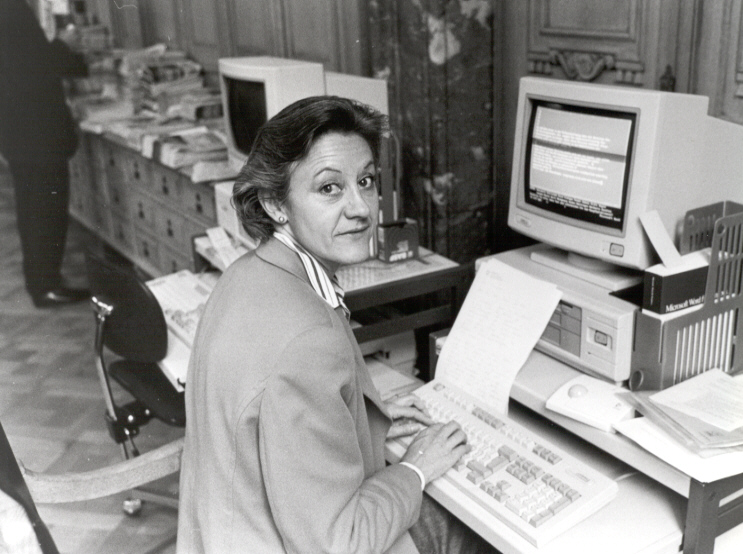
Susanne Leutenegger Oberholzer 1990 im Bundeshaus

Susanne Leutenegger Oberholzer (* 6. März 1948 in Chur; heimatberechtigt in Bussnang, Goldingen und Solothurn) ist eine Schweizer Politikerin (SP).

## Leben
Nach dem Studium der Volkswirtschaftslehre an der Universität Basel, das sie mit dem Lizenziat abschloss, arbeitete sie als Ökonomin und als Wirtschaftsjournalistin. Danach studierte sie Rechtswissenschaften, schloss ebenfalls mit dem Lizenziat ab und wurde Zentralsekretärin der Gewerkschaft Bau & Industrie. 1999 legte sie das Advokaturexamen im Kanton Baselland ab. Von 2002 bis 2008 war sie Kantonsrichterin im Nebenamt.
Leutenegger war Mitglied der POCH. Sie vertrat die Partei von 1983 bis 1989 im Landrat von Basel-Landschaft und von 1987 bis 1991 im Nationalrat.
Nach der Auflösung der POCH trat sie 1993  der Sozialdemokratischen Partei (SP) bei. Ab den Wahlen 1999 gehörte sie erneut dem Nationalrat an (wiedergewählt bei den Wahlen 2003, 2007, 2011 und 2015). Im Dezember 2018 rückte für sie Samira Marti nach.
Leutenegger Oberholzer ist geschieden und wohnt in Augst.